# RAF Kinloss
RAF Kinloss är en flygplats i Storbritannien.   Den ligger i kommunen Moray och riksdelen Skottland, i den norra delen av landet, 700 km norr om huvudstaden London. RAF Kinloss ligger 6 meter över havet.
Terrängen runt RAF Kinloss är platt åt nordväst, men åt sydost är den kuperad. Havet är nära RAF Kinloss åt nordväst. Runt RAF Kinloss är det glesbefolkat, med 18 invånare per kvadratkilometer. Närmaste större samhälle är Forres, 5,7 km sydväst om RAF Kinloss. I omgivningarna runt RAF Kinloss växer i huvudsak blandskog.